# تييت (مسرحية)
مسرحية تييت هي مسرحية مصرية للفنان أحمد حلمي وهنا الزاهد وحمدي الميرغني، تدور الأحداث حول مدرس تاريخ يعيد تفكيره من جديد في ما يقدمه للطلاب من معلومات تاريخية وذلك بسبب كلمة قالها أحد الأطفال غيرت مجرى حياة الأستاذ ووجهات نظره.
"تييت" من بطولة أحمد حلمي، حمدي الميرغني، هنا الزاهد، محمد رضوان، جان رامز، تأليف ضياء محمد، إنتاج حمدي بدر ومن إخراج هشام  عطوة.

## وصلات خارجية
- تييت (مسرحية) على موقع قاعدة بيانات الأفلام العربية